# Steve Brimacombe
Stephen "Steve" Brimacombe (ur. 7 maja 1971 w Melbourne) – australijski lekkoatleta specjalizujący się w krótkich biegach sprinterskich, uczestnik letnich igrzysk olimpijskich w Atlancie (1996).

## Sukcesy sportowe
- mistrz Australii w biegu na 100 jardów – 1992[1]
- mistrz Australii w biegu na 100 metrów – 1997
- dwukrotny mistrz Australii w biegu na 200 metrów – 1994, 1995

| Rok  | Miasto       | Zawody                     | Konkurencja        | Wynik                  |
| ---- | ------------ | -------------------------- | ------------------ | ---------------------- |
| 1994 | Victoria     | Igrzyska Wspólnoty Narodów | bieg na 200 m      | 7. miejsce             |
| 1995 | Göteborg     | Mistrzostwa świata         | sztafeta 4 x 100 m | srebrny medal          |
| 1996 | Atlanta      | Igrzyska olimpijskie       | bieg na 200 m      | 5. miejsce w półfinale |
| 1998 | Kuala Lumpur | Igrzyska Wspólnoty Narodów | sztafeta 4 x 100 m | brązowy medal          |
| 2001 | Edmonton     | Mistrzostwa świata         | sztafeta 4 x 100 m | brązowy medal          |
| 2001 | Brisbane     | Igrzyska Dobrej Woli       | sztafeta 4 x 100 m | brązowy medal          |

## Rekordy życiowe
- bieg na 100 metrów – 10,28 – Sydney 27/01/1997
- bieg na 200 metrów – 20,30 – Brisbane 18/02/1996
- bieg na 200 metrów (hala) – 21,73 – Barcelona 10/03/1995